# Canal Gand-Terneuzen
Le canal Gand-Terneuzen ou Canal Gand-Terneuse,,, (en néerlandais : Kanaal Gent-Terneuzen) est un canal à grand gabarit (classe VI, plus de 6 000 tonnes). Il relie Gand (province de Flandre-Orientale, Belgique) à l'estuaire de l'Escaut occidental (Westerschelde), à proximité de la ville de Terneuzen (en Flandre zélandaise, Pays-Bas). Il permet aux navires venant de la mer du Nord de se rendre au port de Gand (troisième port belge), sans passer par Anvers.

## Histoire
Le canal a été creusé entre 1823 et 1827, à l'initiative de Guillaume Ier, le roi du Royaume uni des Pays-Bas dont la Belgique faisait partie à l'époque.
À la suite de la révolution belge de 1830, la navigation fut interrompue après le déclenchement de la guerre belgo-néerlandaise qui mena à l'indépendance de la Belgique le 4 octobre 1830, les Pays-Bas ayant bloqué l'accès de l'Escaut occidental. La navigation fut rétablie en 1841.

## Géographie
Le canal a une longueur de 31 kilomètres : 15 en Belgique et 16 aux Pays-Bas. Son parcours compte trois écluses à Terneuzen et une à Gand, ainsi que deux écluses à l'entrée des cales sèches.

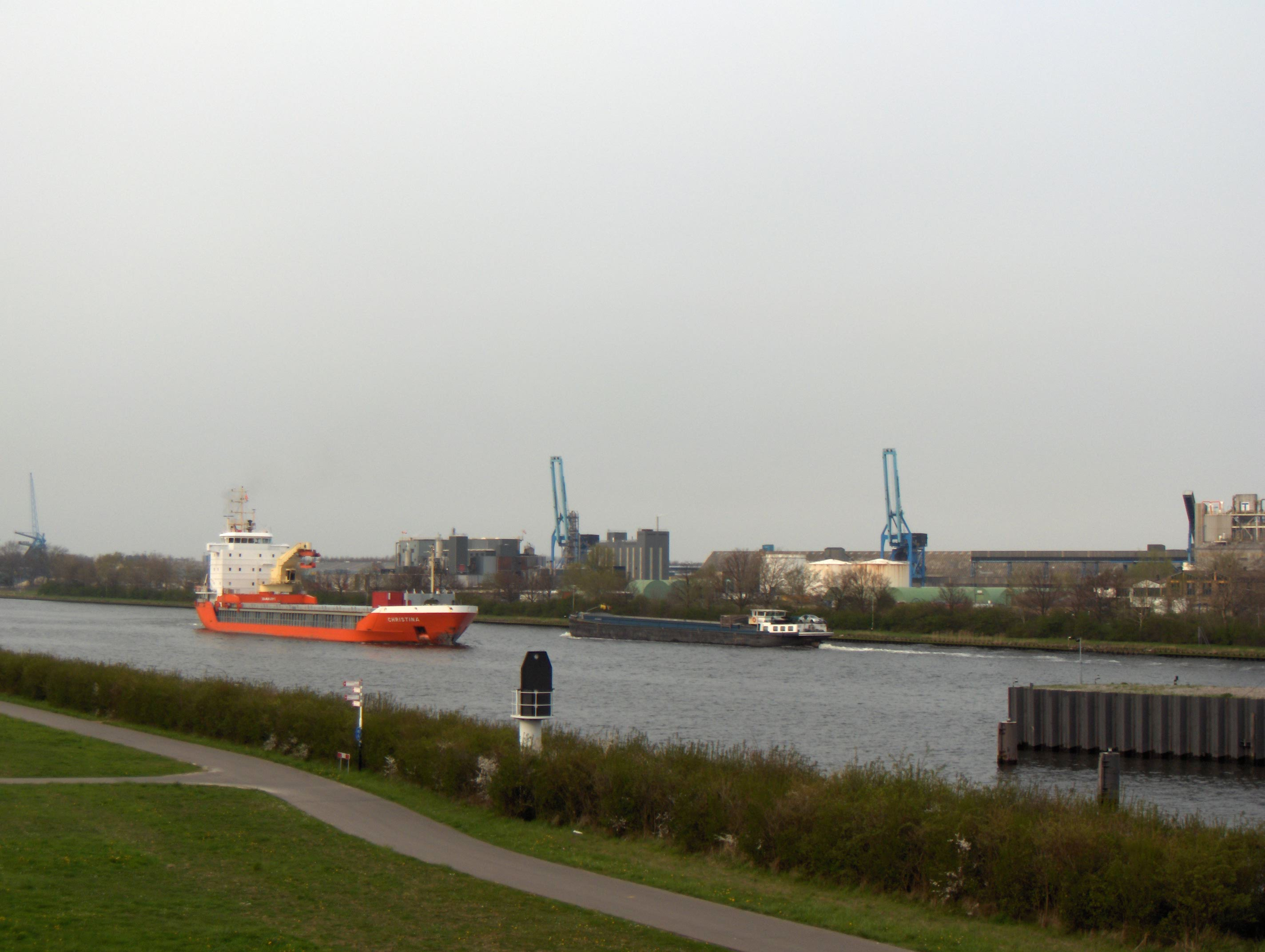
Vue du canal